# Microid S
Microid S (яп. ミクロイドS, Mikuroido Esu) — серія манґи, написана та проілюстрована Осаму Тедзукою, яка публікувалася в журналі Weekly Shōnen Champion видавництва Akita Shoten з березня по вересень 1973 року. Пізніше було створено аніме-серіал студією Toei.
В аніме-адаптації манґи Тедзуки Microid Z (яп. ミクロイドZ, Mikuroido Zetto) було змінено літеру «Z» на «S», щоб відповідати початковій літері компанії-спонсора аніме, Seiko. Серіал складався з 26 епізодів і транслювався на TV Asahi.

## Сюжет
Високорозвинена комаха на ім'я Гідорон будує гігантську підземну імперію під пустелею Арізони і готується до вторгнення, аби очистити Землю від людей, які знищують природу. Мікроїд Янма, поневолений Гідороном, тікає з гнізда разом із Агехою та Мамедзо, щоб попередити людство про загрозу. Мікроїди — істоти, що поєднують риси людини і комахи: вони мають спільного предка з людьми. Після того, як їх виростили комахи, вони зазнали мініатюризації та еволюціонували в окремий вид. В Японії їхнє попередження сприймають серйозно лише лауреат Нобелівської премії доктор Мідоро та його син Манабу. Тим часом починається наступ армії комах. Вулиці вкриваються тілами, а цивілізація стрімко занурюється в хаос і руйнування. Трійці належить запобігти злим планам комах і врятувати людство.

## Персонажі
- Янма — людина-бабка[3], лідер мініатюрних мікроїдів, людей, яких злий Гідорон зменшив до розмірів комахи, але яким вдалося врятуватися, одягнувши крилаті суперкостюми, які вони використовують для захисту людства
- Агеха — дівчина-метелик[3]
- Мамедзо — хлопчик-жук[3]
- Доктор Мідоро — вчений, лауреат Нобелівської премії, який подружився з крихітними героями[4]
- Гідорон — безстрашний правитель високорозвиненої комашиної імперії під пустелею Аризони, який відправляє свою армію мурахоподібних Гідронів та інших мутантів-жуків-монстрів завоювати світ і очистити його від людей, що спричиняють забруднення довкілля[4]
- Норакура — вчитель
- Манабу — син доктора Мідоро